# Hibbertia favieri
Hibbertia favieri är en tvåhjärtbladig växtart som beskrevs av J.M. Veillon. Hibbertia favieri ingår i släktet Hibbertia och familjen Dilleniaceae. Inga underarter finns listade i Catalogue of Life.